# HyperMemory
HyperMemory (en français, « hyper mémoire ») est une technologie et marque déposée créée par la société ATI Radeon, filiale graphique du fondeur américain AMD et deuxième plus importante entreprise de son secteur. La technologie HyperMemory permet à un ordinateur, essentiellement portable, d’embarquer une mémoire graphique moindre sans grande perte de performances dans le traitement de l’information. Cette technologie se base sur le standard PCI Express et permet un partage de mémoire vive entre la carte mère et la carte graphique. En clair, lorsque la mémoire graphique HyperMemory arrive à saturation, ladite technologie permet de déborder sur la mémoire vive de l’ordinateur permettant à la carte graphique d’avoir l’espace nécessaire pour mener à bien ses différentes tâches. 